# 다윈 (운영 체제)
다윈(Darwin)은 2000년에 애플에서 만든 오픈 소스 유닉스 컴퓨터 운영 체제이다. BSD와 다른 자유 소프트웨어 프로젝트뿐만 아니라 넥스트스텝의 소스를 따라 애플에서 개발한 코드로 구성되어 있다.
다윈은 macOS나 iOS 등이 사용하는 핵심적인 UNIX 기반 구성 요소들을 가지고 있다. 대체적으로 POSIX 호환이지만 인증되진 않았고, 단일 유닉스 규격 버전 3 (SUSv3)과는 맥 OS X 스노 레퍼드부터 호환이 인증되었다.

## 역사
다윈의 유산은 NeXT의 1989년 첫 출시작 넥스트스텝 운영 체제와 함께 시작하였다. (나중에, 4.0 버전 이후부터 오픈스텝으로 명명) 애플이 넥스트를 1997년 사들인 이후 애플은 오픈스텝의 차기 운영 체제에 기반을 둘 것임을 발표하였다. 1997년 랩소디, 1999년 맥 OS X 서버 1.0, 2000년 맥 OS X 공개 베타, 2001년 맥 OS X 10.0의 개발로 이어졌다. 2000년에 맥 OS X의 코어 운영 체제 구성 요소들은 다윈으로서 애플 퍼블릭 소스 라이선스(APSL) 하의 오픈 소스 소프트웨어 형태로 출시되었다. 코코아라든지 카본 프레임워크와 같은 더 상위의 구성 요소들은 클로즈드 소스로 남아있다.

## 출시
OS X 출시일과 일치하는 다윈의 출시일에 대한 표는 다음과 같다.
| 버전   | 날짜             | 배포 OS                                                  |
| ------ | ---------------- | -------------------------------------------------------- |
| 0.1    | 1999년 3월 16일  | Mac OS X DP                                              |
| 0.2    | 1999년 11월 10일 | Mac OS X DP2                                             |
| 1.0    | 2000 1월         | Mac OS X DP3                                             |
| 1.1    | 2000년 4월 5일   | Mac OS X DP4                                             |
| 1.2.1  | 2000년 11월 15일 | Mac OS X 퍼블릭 베타                                     |
| 1.3.1  | 2001년 4월 13일  | Mac OS X v10.0                                           |
| 1.3.1  | 2001년 6월 21일  | Mac OS X v10.0.4                                         |
| 1.4.1  | 2001년 10월 2일  | Mac OS X v10.1                                           |
| 5.1    | 2001년 11월 12일 | Mac OS X v10.1.1                                         |
| 5.5    | 2002년 6월 5일   | Mac OS X v10.1.5                                         |
| 6.0.1  | 2002년 9월 23일  | Mac OS X v10.2(Darwin 6.0.2)                             |
| 6.8    | 2003년 10월 3일  | Mac OS X v10.2.8                                         |
| 7.0    | 2003년 10월 24일 | Mac OS X v10.3                                           |
| 7.9    | 2005년 4월 15일  | Mac OS X v10.3.9                                         |
| 8.0    | 2005년 4월 29일  | Mac OS X v10.4 애플 TV를 구동하는 Mac OS X(Darwin 8.8.2) |
| 8.11   | 2007년 11월 14일 | Mac OS X v10.4.11                                        |
| 9.0    | 2007년 10월 26일 | iPhone OS 1 (Darwin 9.0.0d1) Mac OS X v10.5              |
| 9.8    | 2009년 8월 5일   | Mac OS X v10.5.8                                         |
| 10.0   | 2009년 8월 28일  | Mac OS X v10.6 iOS 4                                     |
| 10.8   | 2011년 6월 23일  | Mac OS X v10.6.8                                         |
| 11.0.0 | 2011년 7월 20일  | Mac OS X v10.7, iOS 5                                    |
| 11.4.2 | 2012년 10월 4일  | Mac OS X v10.7.5                                         |
| 12.0.0 | 2012년 1월 16일  | OS X v10.8                                               |
| 12.5.0 | 2013년 9월 12일  | OS X v10.8.5                                             |
| 13.0.0 | 2013년 6월 11일  | OS X v10.9, iOS 6                                        |
| 14.0.0 | 2014년 9월 18일  | iOS 7, iOS 8.1, OS X v10.10                              |
| 14.1.0 | 2015년 1월 28일  | OS X v10.10.2                                            |
| 14.3.0 | 2015년 4월 8일   | OS X v10.10.3                                            |
| 14.5.0 | 2015년 8월 13일  | OS X v10.10.5                                            |
| 15.0.0 | 2015년 9월 16일  | OS X v10.11 , iOS 9                                      |
| 15.6.0 | 2016년 6월 18일  | OS X v10.11.6, iOS 9.3.3                                 |
| 16.0.0 | 2016년 9월 13일  | macOS 시에라, iOS 10                                     |
| 16.1.0 | 2016년 10월 24일 | macOS 시에라 10.12.1, iOS 10.1                           |

## 다윈 프로젝트
다윈이 원래 자유 소프트웨어였기 때문에 운영 체제를 강화하거나 수정하는 것을 목표로 하는 수많은 프로젝트가 존재한다:
- 오픈다윈
- 그누스텝
- 윈도 메이커

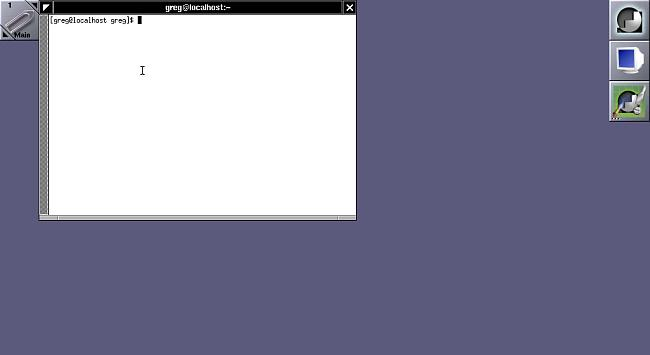
Window Maker in XDarwin

- 웹킷(영어: WebKit)은 웹 브라우저를 만드는 데 기반을 제공하는 오픈 소스 응용 프로그램 프레임워크이다.
- 맥포트
- GNU-다윈
- Darbat 프로젝트
- 다윈 위에서 마이크로소프트 윈도우 소프트웨어를 돌리는 개념 - 이를테면 다윈(Darwine) 프로젝트는 와인의 포팅이다.[3]
- SELinux를 다윈으로 포팅[4]

## 같이 보기
- A/UX
- XNU
  - 마하 (커널)
    - MkLinux
- FreeBSD
  - PC-BSD
  - GhostBSD
  - MidnightBSD
  - NomadBSD
- OpenBSD
- NetBSD